# Phare de Capo Mele
Le phare de Capo Mele (en italien : Faro di Capo Mele) est un phare actif situé sur Capo Mele de la municipalité de Andora (province de Savone), dans la région de Ligurie en Italie. Il est géré par la Marina Militare.

## Histoire
Le phare a été construit par les ingénieurs civils et achevé en 1856. Son architecture n'a pas été modifiée par rapport à l'original pendant près d'un demi-siècle. Il a été éclairé par une lampe à pétrole en 1909, puis à l'acétylène jusqu'en 1936. Comme beaucoup d'autres phares en Italie, ce phare a été gravement endommagé pendant la Seconde Guerre mondiale et les dommages considérables ont été réparés entre 1947 et 1948. En 1949, il a été électrifié. Il domine le golfe de Gênes et est localisé en Andora et Laigueglia..
Le phare est toujours habité et il est muni d'un Système d'identification automatique pour la navigation maritime.

## Description
Le phare  est une tour octogonale en maçonnerie de 25 m de haut, avec galerie et lanterne, adjacente à une maison de gardien en maçonnerie de trois étages. La lanterne est accessible par un escalier de 74 marches. Le bâtiment est en brique rouge, la tour est blanche et le dôme de la lanterne est gris métallique. Utilisant toujours sa lentille de Fresnel d'origine il émet, à une hauteur focale de 94 m, trois brefs éclats blancs de 0.2 seconde toutes les 15 secondes. Sa portée est de 24 milles nautiques (environ 44 km) pour le feu principal et 18 milles nautiques (environ 33 km) pour le feu de veille.
Identifiant : ARLHS : ITA-015 ; EF-1506 - Amirauté : E1168 - NGA : 7356 .

## Caractéristiques dufeu maritime
Fréquence : 15 s (W-W-W)
- Lumière : 0.2 seconde
- Obscurité 2,8 secondes
- Lumière : 0.2 seconde
- Obscurité 2,8 secondes
- Lumière : 0.2 seconde
- Obscurité : 8,8 secondes

|           |
| Capo Mele |

### Lien connexe
- Liste des phares de l'Italie